# Pedro (sebastocrátor)
Pedro (en búlgaro: Петър) fue un noble búlgaro que ostentaba el cargo de sebastocrátor alrededor de 1253. Se casó con una hija del zar Iván Asen II de Bulgaria. Gobernó importantes territorios en Bulgaria durante el reinado de su cuñado, Miguel II Asen.